# Asota onusta
Asota onusta är en fjärilsart som beskrevs av Gustav Weymer 1885. Asota onusta ingår i släktet Asota och familjen nattflyn. Inga underarter finns listade i Catalogue of Life.